# Scavigna
La Scavigna è una DOC riservata ad alcuni vini la cui produzione è consentita nella provincia di Catanzaro.

## Zona di produzione
La zona di produzione comprende parte del territorio dei seguenti comuni:
Provincia di Catanzaro
- Nocera Terinese
- Falerna

## Storia
Le origini dell'introduzione della coltivazione della vite per la produzione del vino nella zona sono da ricercare nel periodo fenicio e greco. Il nome "Scavigna" deriva dal greco scavare, zappare la vite, in sintesi le azioni che venivano compiute per impiantare la vigna.

## Tecniche di produzione
L'indicazione in etichetta dell'annata di produzione delle uve è obbligatoria.

## Disciplinare
Lo Scavigna DOC è stato istituito con DM 17 ottobre 1994 pubblicato sulla Gazzetta Ufficiale n. 251 del 16 ottobre 1994.
Successivamente è stato modificato con:
- DM 12 maggio 1995 G.U. 124 – 30 maggio 1995
- DM 23 novembre 2011 G.U. 284 – 6 dicembre 2011 (Serie Ord. n. 252)
- DM 30 novembre 2011 G.U. 295 – 20 dicembre 2011 Pubblicato sul sito ufficiale del Mipaaf Sezione Qualità e Sicurezza Vini DOP e IGP
- La versione in vigore è stata approvata con D.M. 7 marzo 2014 Pubblicato sul sito ufficiale del Mipaaf[1].

## Tipologie

### Rosso
| uvaggio                        | Aglianico max 60%; Magliocco max 20%; Marsigliana nera max 20%; possono concorrere altri vitigni a bacca nera, idonei alla coltivazione in Calabria, max 45%. |
| titolo alcolometrico minimo    | 11,50% vol. |
| acidità totale minima          | 5,0 g/l. |
| estratto secco minimo          | 22,00 g/l |
| resa massima di uva per ettaro | 90 q. |
| resa massima di uva in vino    | 70 % |

#### Caratteri organolettici
- Aspetto: rosso rubino più o meno intenso;
- Olfatto: gradevole, intenso, caratteristico;
- Gusto: secco, robusto, armonico.

#### Abbinamenti consigliati
Primi piatti a base di carne, carni arrosto o alla griglia, formaggi di media stagionatura.

### Rosato
| uvaggio                        | Aglianico max 60%; Magliocco max 20%; Marsigliana nera max 20%; possono concorrere altri vitigni a bacca nera, idonei alla coltivazione in Calabria, max 45%. |
| titolo alcolometrico minimo    | 11,00% vol. |
| acidità totale minima          | 5,0 g/l. |
| estratto secco minimo          | 15,00 g/l |
| resa massima di uva per ettaro | 90 q. |
| resa massima di uva in vino    | 70 % |

#### Caratteri organolettici
- Aspetto: rosa cerasuolo;
- Olfatto: delicato, caratteristico;
- Gusto: sapido, fresco, secco, armonico.

#### Abbinamenti consigliati
Primi piatti, carni bianche.

### Bianco
| uvaggio                        | Traminer aromatico max 50%; Chardonnay max 30%; Pinot bianco max 10%; Riesling italico max 10%; possono concorrere altri vitigni a bacca bianca, idonei alla coltivazione in Calabria, max 45%. |
| titolo alcolometrico minimo    | 10,50% vol. |
| acidità totale minima          | 4,5 g/l. |
| estratto secco minimo          | 15,00 g/l |
| resa massima di uva per ettaro | 100 q. |
| resa massima di uva in vino    | 70 % |

#### Caratteri organolettici
- Aspetto: giallo paglierino con riflessi tendenti al verde;
- Olfatto: fresco, piacevole, caratteristico;
- Gusto: secco, di corpo, armonico.

#### Abbinamenti consigliati
Antipasti di pesce, primi piatti di pesce, pesce al forno o alla griglia.